# المسيحية في الأرجنتين
المسيحية في الأرجنتين هي الديانة السائدة والمهيمنة، الغالبية العظمى (92.1%) من سكان الأرجنتين من المسيحيين، معظمهم من أتباع الكنيسة الرومانية الكاثوليكية، وحوالي 70% من سكان الأرجنتين يعرّفون أنفسهم ككاثوليك. في حين وجدت احصائيات كتاب حقائق العالم لعام 2009 أن 92% من السكان هم من الكاثوليك ومنهم فقط 20% يعتبرون أنفسهم ممارسين للكاثوليكية أو متدينين. يُذكر أن الحبر الأعظم البابا فرنسيس، أول بابا من العالم الجديد وأمريكا الجنوبية والأرجنتين. تُعتبر سيدة لوخان وفقًا للتقاليد المسيحية راعية الأرجنتين ورمز ثقافي ووطني للبلاد.
يكفل الدستور الأرجنتيني حرية الدين ولكن يوجب أيضًا الحكومة على دعم الكنيسة اقتصاديًا، كما ويُعطي الدستور الأرجنتيني تقديرًا خاصًا ومكانة مميزة للكنيسة الكاثوليكية، وتم «إعادة» الكاثوليكية ككنيسة قومية للبلاد في الدستور. ويلزم الدستور الأرجنتيني أن يكون الرئيس من أتباع الكنيسة الرومانية الكاثوليكية، وقد تمت إزالة هذا الشرط من النص في الإصلاح الدستوري لعام 1994، حيث أن الرئيس لم يعد يعين الأساقفة الأرجنتينيين.

## تاريخ

### الحقبة الاستعمارية (1516-1806)

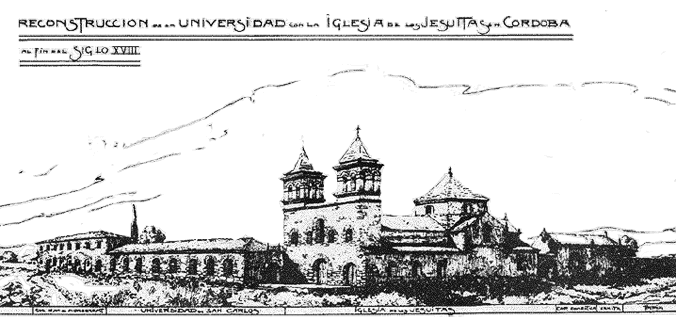
مبني لا مانزانا خسويتكا. في ركن الصورة يُلاحظ لا كومبانية دي خيسوس ومقر الجامعة (يعتبر الآن متحف ومكتبة كبيرة) وأيضاً جامعة مونسرات.

كان هناك خلاف شديد بين الاستعمار الإسباني والإنجليزي والفرنسي في أمريكا، بفضل مرسوم سوبليمس ديوس البابا بولس الثالث سنة 1537 المشهور الذي أعلن أن السكان الأصليين سواسية في الديانة المسيحية. ففي الإمبراطورية الإسبانية تُقيٌم الوحدة الاجتماعية من خلال عباءة الكنيسة الكاثوليكية.
في 1585، وصل اليسوعيين منطقة سانتاجو ديل إستيرو، وفي 1587 وصلوا إلى كوردوبا، وفي 1588 أسسوا البعثات التبشيرية اليسوعية الجوارانية وفي نفس السنة وصلوا لنهر سالادو لتنصير لاس بامباس. منذ وصلوهم تم اختيار كوردوبا لتكون مركزًا لمقاطعة اليسوعيين في باراجواي في إمارة بيرو. ولذلك كانوا في حاجة إلى الاستقرار للبدء بمرحلة التعليم العالي. بالفعل حدث ذلك في 1599، بعد المطالبة بتلك الحاجة إلى المجلس المحلي أعطوهم الأراضي اللازمة. عُرفوا بعد ذلك بلا مانزانا خسوتكا. في سنة 1599 مكث اليسوعيين في مدينة كوردوبا، وبمساعدة الأسقف تريخو سنة 1613 تم تأسيس الجامعة اليسوعية في مدينة كوردوبا وهي الأقدم في الدولة ومن الأوائل في أمريكا. في نفس السنة تم بناء لا لبريرية جراندي، المكتبة الكبيرة، والتي تُسمي الآن بيبليوتيكا مايور أو المكتبة الكبرى، التي تشهد السجلات على احتوائها على أكثر من خمسة آلاف مُجلد.
وفي سنة 1624 تم تأسيس الجامعة اليسوعية في تشوكيساكا والتي منذ نشأتها كانت ذات تأثير ملحوظ في القارة الجنوبية. في سنة 1609 أنُشأت أول المدن التبشيرية الجوارانية والتي وصل عددها لثلاثين مدينة مع حلول القرن الثامن عشر كمركزًا تجاريًا، أو دولية داخل الدولة كما أطُلق عليهم، الذين أصبحوا ذا نظام اقتصادي واجتماعي مختلف عن باقي المستعمرات المجاورة. فإن حكمها الذاتي وتبنيها للنظام الاجتماعي لشعوب الجواراني جعلها تتطور ولا تندثر. فالمدن كانت تضم إناسٍ من شعب الجواراني ويتم إداراتهم من قبل نفس الشعب وطبعاً تحت رعاية التبشيرين. أما عن الأراضي فقد قُسٌمت إلى تومبا مبايي (ملكية الرب) وأفامبايي (ملكية البشر). والزائد يتم المتاجرة به مع المستعمارت المجاورة مثل البلاتا وتوكومان والبرازيل وألتو بيرو وإسبانيا. بالإضافة إلى إنها تعُتبر وسيلة لنشر التبشيرية اليسوعية وللحفاظ على الجامعات كالتي يملكونها في كوردوبا.

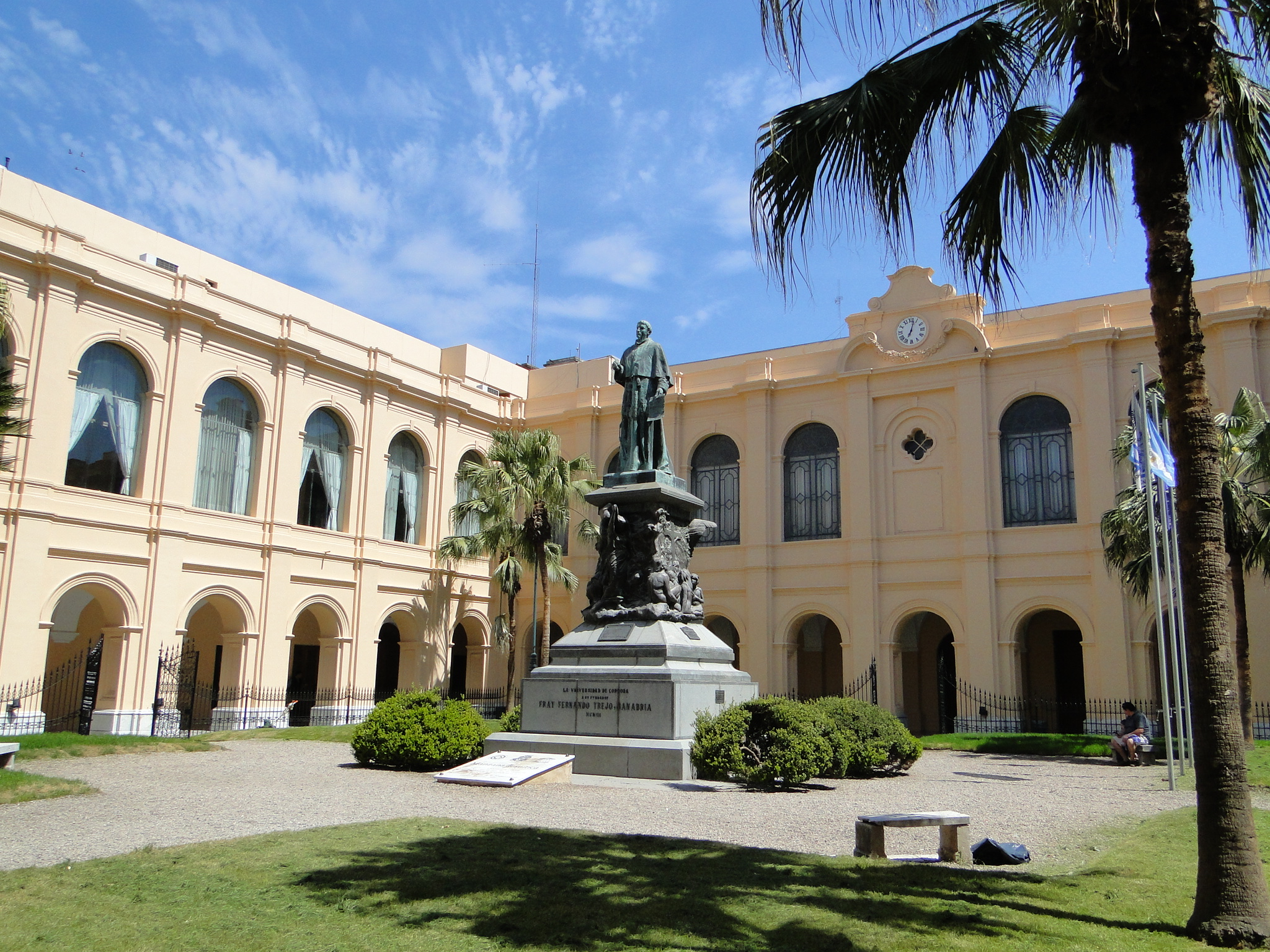
مبنى جامعة كوردوبا الوطنيَّة: بنيت الجامعة على يد المبشرين اليسوعيين عام 1613.

وتُعد أهم المنتجات التجارية: البهشية البراغوانية والتبغ والجلد والغزل والنسيج. وعلى الرغم من ذلك عانت هذه البعثات من حصار القراصنة البرتغاليين الذين كانت مهنتهم الأساسية تجارة الرقيق في موطنهم ساو باولو والذين من سخرية القدر كانوا ساكني المدن التبشيرية. لقد لعبت تلك المدن دوراً هاماً في الدفاع عن باراجواي وريو دي لا بلاتا ضد التوسع البرتغالي، بالأخص بعد معركة مبروري سنة 1641 والتي دارت لعشرة أيام، حيث كان الجيش الجواراني تحت إمرة اليسوعين الذين كان معظمهم ذا خبرة عسكرية. وأيضا سمحوا للسكان الأصليين استعمال الأسلحة النارية الخفيفة، فهزموا جيش القراصنة البرتغالي، مما أدي إلى إعتبارهم ذا فائدة كبيرة لاحقاً في المواجهات ضد إسبانيا والبرتغال في ريو دي لا بلاتا. ما تعلمته تلك الشعوب لم يكن فقط العمل والصلاة والمعارك بل أيضاً علٌموهم الموسيقي وفنوناً أخرى فكان أبرزها النُسق المعمارية الباروكية المزينة والبارزة في الحوائط وقوالب الطوب من النوع الروماني. ولهذا بعد طرد اليسوعيين، انتقل شعب الجواراني إلى مدن المستعمرات كمدينة كورينتس وأسنسيون وبوينس آيرس حيث امتهنوا التأليف والتدريس الموسيقي وصناعة الفضة والرسم.
وصل أوائل اليسوعيين لبوينس آيرس خلال حكم هرناندس سنة 1608 وأسسوا جامعة سان إجناسيو وفي 1675 أسسوا جامعة سان كارلوس المكية حيث أوُكل المجلس المحلي في بوينس آيرس مهمة تعليم الشباب لليسوعيين في 1654. انتقل رهبان كومبانية دي خيسوس إلى جنوب نهر سالادو 1740 و1753 لتكوين مجموعة دائمة في نطاق حدود الدولة الإستعمارية لغرض تعليم الشعوب الأصلية الدين المسيحي. تُعد مدينة دي نويسترا سنيورا في المستيريو دي كوثبثيون دي لوس سانتوس أول قرية تبشيرية أنُشأت في 1740 في أطراف نهر سالادو من قبل الأب مانويل كيفيدو والأب ماتيًاس ستروبل. الثانية كانت مدينة دي نويسترا سنيورا ديل بيلار دي بولنشتس. أسُست في 1747 قريبة من بحيرة لوس بادرس من قِبل التبشيرين دوزيف كاردييل وتوماس فالكنر. وأخيراً مدينة دي لوس ديسمبارادوس دي تيولتشس أو دي باتاغونس التي أنُشأت في 1746 على بُعد أربعة فراسخ جنوب بحيرة لوس بادرس من قبل الأب لورنزو بالدا.

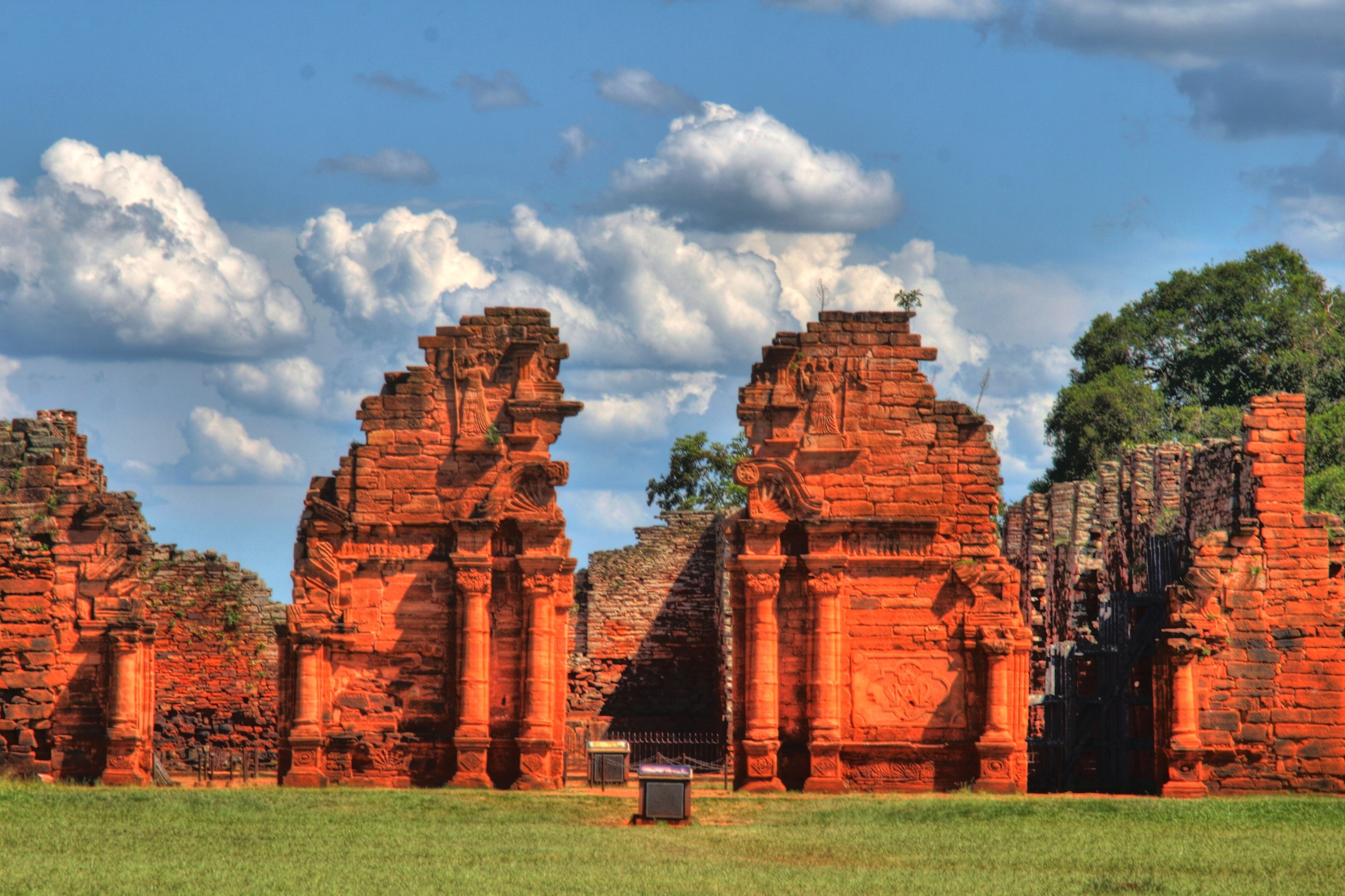
آثار بقايا مدن الحملات التبشيريَّة اليسوعيَّة.

وهناك استطاعوا تنصير لفافًا كبيرًا من سكان البامبا. واستطاع ستروبل التوفيق بين السلطات في بوينس آيرس والبامبا لنشر السلام بينهم. أما عن فالكنر وزميله اليسوعي فلوريان باوكيه فقد جمعوا معلومات عدة عن عادات شعوب البامبا والجواراني التي جسدتها الكتب والرسومات الرائعة فكانت حجر الأساس لعلم وصف الأعراق البشرية في المنطقة الأرجنتينية.
في الحقبة الاستعمارية، لم تحتل الإمبراطورية الإسبانية الجزء الأكبر من الأرجنتين بسبب مقاومة الشعوب الأصلية الساكنة لتلك المناطق، مثل سهول بامبا وباتاغونيا. وقد أرسل التبشيريون اليسوعيون إلى منطقة الأنهار في أعالي بارانا وأوروجواي لشعوب الجوارانيه بعثات منظمة مثل جمهوريات تيوقراطية ذي طابع مجتمعي بغرض حماية رعاياها من مماراسات العبودية من قِبل قادة المجلس الإسباني والبحارة البرتغاليين والذي كان سبباً في اندلاع حرب الجوارانيه من 1754 حتى 1756.
وقد اُسست في القرن السابع عشر البعثات اليسوعية الجوارانية، همم إناسٍ تبشيريون عُينوا من قٍبل كوبانية دي خيسوس بين شعوب الجواراني والشعوب الذات صلة بغرض تعليم الدين المسيحي لتلك الشعوب في الأرجنتين وباراجواي. وبالفعل نجحوا في مهمتهم حتى عام 1768 عندما أمر الملك الإسباني كارلوس الثالث عشر بطرد اليسوعيين. وأسفر طرد اليسوعيين من الإمبراطورية الإسبانية سنة 1767 عن رحيل 2,630 يسوعيًا عن أمريكا الجنوبيَّة مما أدي إلى صفقة في المجال التعليمي نظرًا لعمل كثيرًا منهم كأساتذة في معظم المؤسسات التعليمية.

### الدولة القومية (1806-1852)

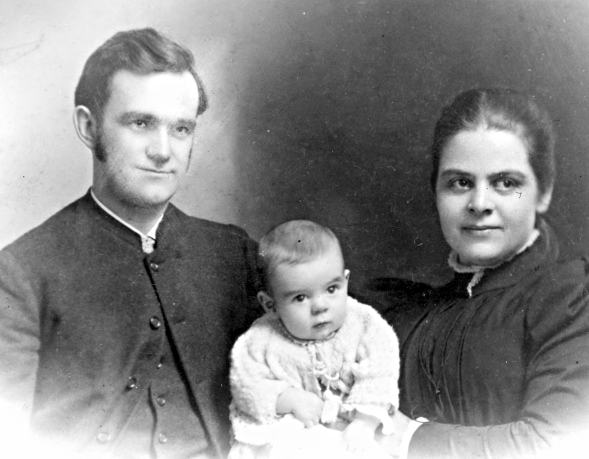
أسرة مينوناتية ألمانيَّة مهاجرة للأرجنتين: شهد القرن التاسع عشر هجرة الملايين من أوروبا للأرجنتين، مما أدى لتثبيت الثقافة المسيحية في البلاد.

حكم الأرجنتين مارتين رودريجز في فترة 1820 و1824، وحقق وزيره بردناردينو ريبادابيا إصلاحات تاريخية كعمل أول قانون انتخابي في 1821 حيث طُبق فقط في بوينس آيرس. وقـٌُع أيضاً على قرض من بارنج برزرز (الإخوة بارنج) بغرض تعزيز خزينة الدولة، واستولى على أراضي المؤسسات الدينية، من بينهم سانتواريو دي لوخان، وإرمانداد دي كاريداد، ومشفى سانتا كاتالينا وآخرين. مما أدى إلى اندلاع ثورة الرسل في 9 مارس 1823 للدفاع عن الأراضي التي تملكها الكنيسة الكاثوليكية في الأرجنتين وضد مذهب معاداة الكاثوليكية الذي تبناه ريبادابيا، وتزعمها جريجوريو جارثيا دي تاجلي. ولكن فشلت بعد صراع طويل.
تـُعد البقايا الإعتباطية ومن جانب واحد لحكومة ريبادابيا ودور الكنيسة الكاثوليكية في نشأة القومية الأرجنتينية من أسباب الإصلاح التاريخي الذي كان أساس الهوية الكاثولكية الأرجنتينية الحالية حيث تم تدعيمه من قبل قانون 21.540 الذي نص على تكليف بعض الشخصيات التي تنتمي إلى العبادة الكاثوليكية الرسولية الرومانية. تلى رودريجز، خوان جريجوريو دي لاس إيراس في حكم البلاد وأنشأ المجلس العام كمحاولة لتوحيد البلاد.
شجعت الحكومات الأرجنتينيَّة المختلفة الهجرة الأوروبية خصوصًا من الدول الكاثوليكية حتى القرن العشرين حيث استقبلت الأرجنتين بين 1871 وعام 1915 ما يقارب من خمسة مليون مهاجر أوروبي من كافة المناطق المختلفة. أدت هجرة الملايين خلال موجة الهجرة الأوروبية إلى الأرجنتين الكبيرة من منتصف القرن التاسع عشر إلى البلاد وبشكل خاص من الأصول الإيطاليين والإسبان إلى تعزيز الحضور الكاثوليكي والأوروبي حيث كان غالبيَّة هؤلاء المهاجرين من خلفية دينية كاثوليكية وحملوا معهم الثقافة الكاثوليكية وتقاليدها إلى الأرجنتين. وتشرب المجتمع والثقافة والسياسة في الأرجنتين بعمق من تأثير الكنيسة الرومانية الكاثوليكية، وحظيت الكنيسة بموقع في الهوية الوطنية الأرجنتينية، وامتد عبر الطيف الأيديولوجي، وحظيت الكنيسة بمستوى كبير من الإحترام من قبل الأرجنتينيين على جوانب مختلفة من سياسيَّة واجتماعية.

### العصور الحديثة

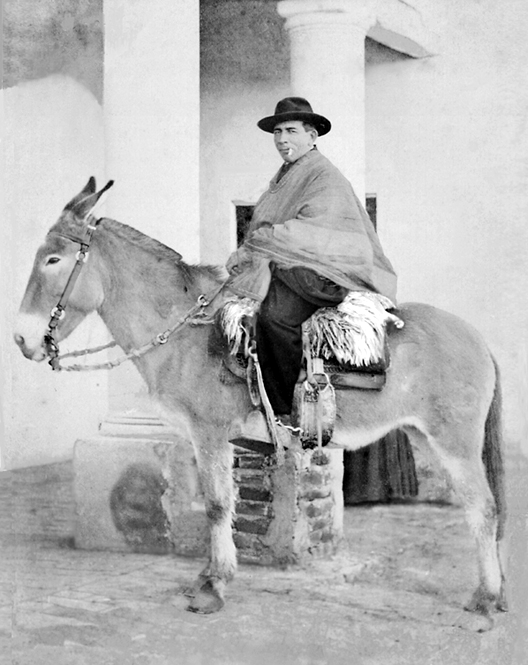
عُرف الراهب خوسيه غابرييل ديل روزاريو بعمله واسع النطاق مع الفقراء والمرضى، وأعلن البابا فرنسيس قداسته في أكتوبر 2016.

في عقد 1930 كانت مدينة بوينس آيرس ثاني أكبر مدينة كاثوليكيَّة، بعد مدينة باريس الفرنسيَّة، في العالم. في السادس من سبتمبر عام 1930 مع الإنقلاب العسكري الذي يرأسه الجنرال المهيمن القومي الكاثوليكي خوسيه فيلكس اوربورو الذي أسقط الئيس هيبوليتو يريغوين التابع للإتحاد المدني الراديكالي والذي تم انتخابه بشكل ديمقراطي لتولي فترته الرئاسية الثانية عام 1928. كان للأزمة الاقتصادية العالمية في 1929 والتي أطُلق عليها الكساد الكبير تأثيرًا طاحنًا. في البداية أثرت على الاقتصاد حيث 80% من المنتجات كانت عن طريق الإستيراد. خلقت الأزمة حلة من التوتر الاجتماعي وتدني الأجور وارتفاع معدل البطالة مما أدى إلى انكماش الاقتصاد ومن الناحية السياسة أدى إلى الانقلاب عام 1930. تلك الأزمة خلقت حالة من التوتر وعدم الارتياح في القطاعات الصناعية الكبيرة بشأن الاقتصاد. بالإضافة إلى وجود أزمة في السياسات الديمقراطية في أنحاء أمريكا اللاتينية. من الجانب الآخر فقد استندت تعاليم الكنيسة الكاثوليكية على منشور ريروم نوفاروم الديني في 1891 الذي تناول أوضاع الطبقة العاملة، وأظهر دعمًا واضحًا لقانون العمل في تشكيل نقابات واتحادات، وأيضًا أكدت على دعمها للحصول على حق الملكية الخاصة، وتناولت الجدال القائم حول العلاقة بين الحكومة والشركات والعمال والكنيسة، مقترحةً مشروع منظمة اجتماعية اقتصادية أطُلق عليها فيما بعد بالنقابوية. وفي 1931 أدان البابا بيوس الحادي عشر الفاشية وأقترح تطبيق مبادئ العقل الصحيح والفلسفة الاجتماعية المسيحية.
نشأت المواقف القومية تأثرًا لما يحدث في إيطاليا مع بينتو موسيليني والذي دعم تشكيل النقابوية والتي أدت إلى إنقسام الحزب الشعبي وتفككه. فدعم القوميون الكاثوليك ندوة الجمهورية الجديدة والتي كانت معارضة لحكومة يريغوين الراديكالية، حيث ارتكبت خلال فترة الكساد الكبير تدخلات في المقاطعات واغتيالات عدة منها محاولة اغتيال كاروس واشنطن لنثيناس، وبالتالي اختل النظام الديمقراطي والذي نتج عنه الإنقلاب العسكري بقيادة الجنرال خوسيه فيلكس اوربورو.
قام اوربورو بانقلاب عسكري في 6 سبتمبر عام 1930 وأسقط حكومة يريغوين الدستورية، حيث بدأت منذ تلك اللحظة سلسلة من الحكم الديكتاتوري العسكري الذي سيظل حتى 1983، وكان اوربورو في تلك اللحظة يمثل النقابوية القومية الكاثوليكية. بما في ذلك مشروع الدسنور النقابوي المختلط الجديد. فقد أرادوا غرفة نقابوية حيث تجمع كل النقابات والشركات وغرفة أخرى لتمثيل السياسي. أعتقد من الناحية الأيدولوجية أن ستكثوها عباءة القومية الكاثوليكية التي أخذت في النمو منذ عشرينيات القرن.
مع انتخاب خوان بيرون قام بإزاحة القطاع القومي اليميني الكاثوليكي من الساحة السياسة، ووصل هذا الإنقسام السياسي الداخلي لأوجه أثناء المواجهة مع الكنيسة الكاثوليكية في 1954 بسبب تأسيس الحزب الديموقراطي المسيحي في الأرجنتين عام 1954. فمنذ ذلك الحين بدأ الرئيس في تطبيق سياسة مناهضة للكنيسة الكاثوليكية، حيث وافق المجلس على قوانين أكثر تقدمية مثل الطلاق وإلغاء التعليم الديني الإلزامي في المدارس العامة. فاعترض الكثيرون على ما حدث. وتحول الإحتفال التقليدي بالكوربس كريستي (أو جسد المسيح) إلى حدث كبير تملئه أصوات معارضة قاطبةً في ميدان مايو في 11 يونيو عام 1955، حيث اتهموا الحكومة بإتهامات قوية.

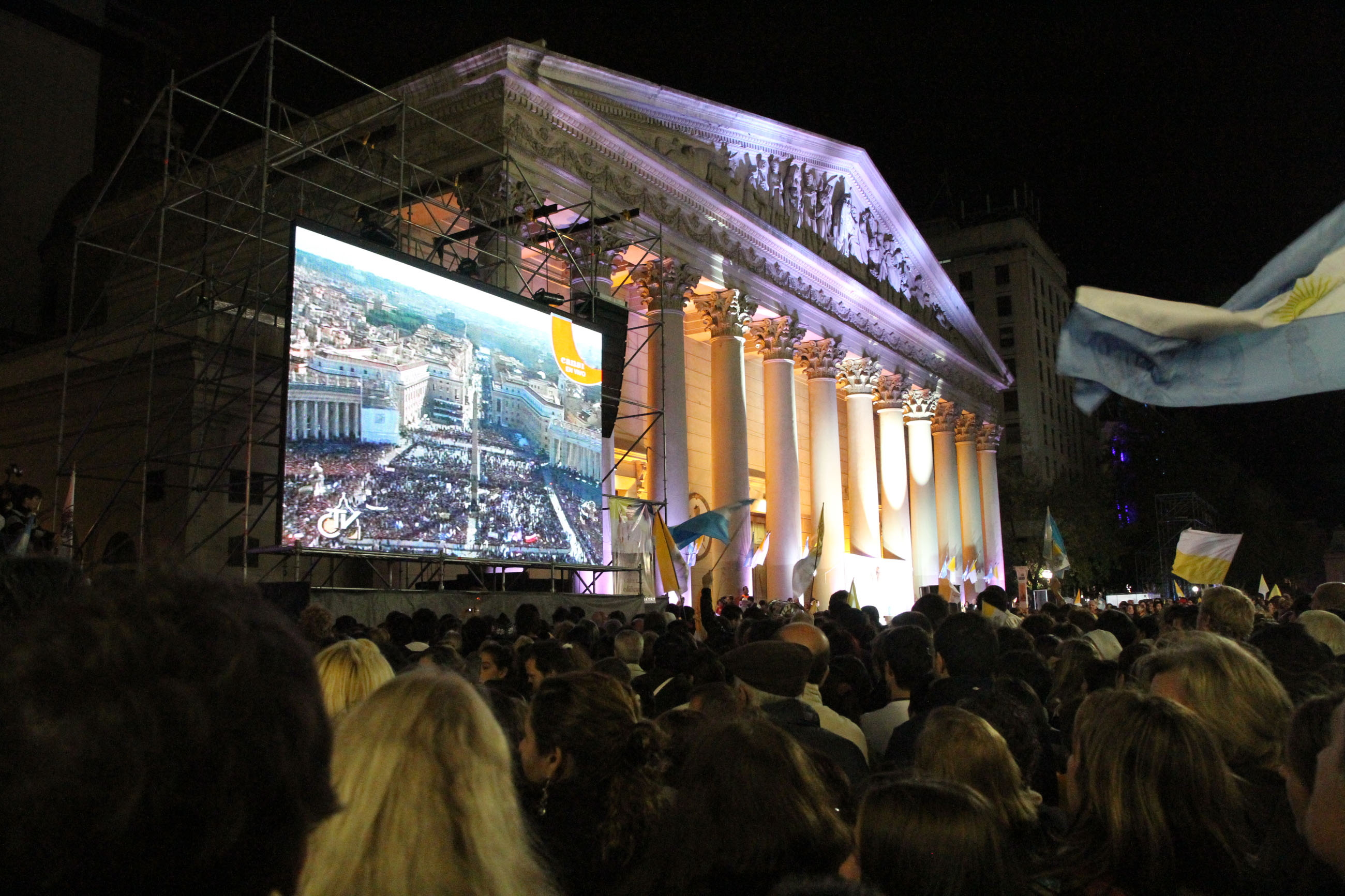
حُشود من الكاثوليك أمام كاتدرائية متروبوليتان بوينس آيرس يشاهدون قداس تنصيب البابا فرنسيس الأرجنتيني الأصل.

كان مانويل فيسنتي اورودونيز والسياسي الديمقراطي المسيحي أتيليو ديلأورو مايني الذي احتل منصب وزير التعليم في عهد ادواردو لوناردي وبيدرو ايوخينيو ارامبورو، أعضاء في المجلس الإستشاري القومي أثناء الثورة التحررية. حيث دعم مايني يوع 22 ديسمبر 1955 المرسوم القانوني رقم 6.403 والذي يسمح بإنشاء الجامعات الخاصة مع حق إعطاء الألقاب والدبلومات الأكاديمية. بفضل هذا القانون تم إنشاء الجامعة الكاثوليكية في كوردوبا ومؤسسات تعليمية عالية أخرى في 1956. ولكن في عهد فرونديزي عام 1958 أنـُشأت حركة سُميت العلمانية أو الحرية ضد إصدار قانونين في عهده وهو إعتماد قانون المعلمين والذي سيمكن الجامعات الخاصة لإصدار المؤهلات والألقاب المهنية. كان إلغاء الإحتكار التعليمي للدولة من أهم طموحات الكنيسة الكاثوليكية التي أنشأت أول الجامعة في كوردوبا ثم تم تأميمها. حيث كان أول من دعي إلى إنشائها خوسيه مانويل استرادا.
اعترضت الحركة الطلابية المنظمة من قبل الفدرالية الجامعية الأرجنتينية على تمكين الجامعات الخاصة ونظمت خطة للتظاهر حيث دعمتها النقابات وطاب الثانوية والأحزاب السياسية المعارضة تحت شعار العلمانية أو الحرية حيث تعد واحدة من أكبر التظاهرات الطلابية في التاريخ الأرجنتيني. دافع هؤلاء الطلاب على التعليم العلماني اعتراضاً على مشروع فرونديزي، في حين دافعت الحكومة والراديكاليين الموالين لفرونديزي والديمقراطيين المسيحيين والقوميين الكاثوليك والبيرونيين والكنيسة الكاثوليكية عن التعليم الحر. ولكن رغم ما حدث وقع فرونديزي على قانون الجامعات الخاصة حيث أعطي للجامعة الخاصة الجديدة الموافقة القانونية مثل الجامعة الكاثوليكية الأرجنتينية في 1959. في عام 1984 تمت اتفاقية السلام بين الأرجنتين وتشيلي بوساطة البابا يوحنا بولس الثاني والذي كلّف حينها الكردينال أنطونيو ساموره بالإهتمام بالمسألة، و

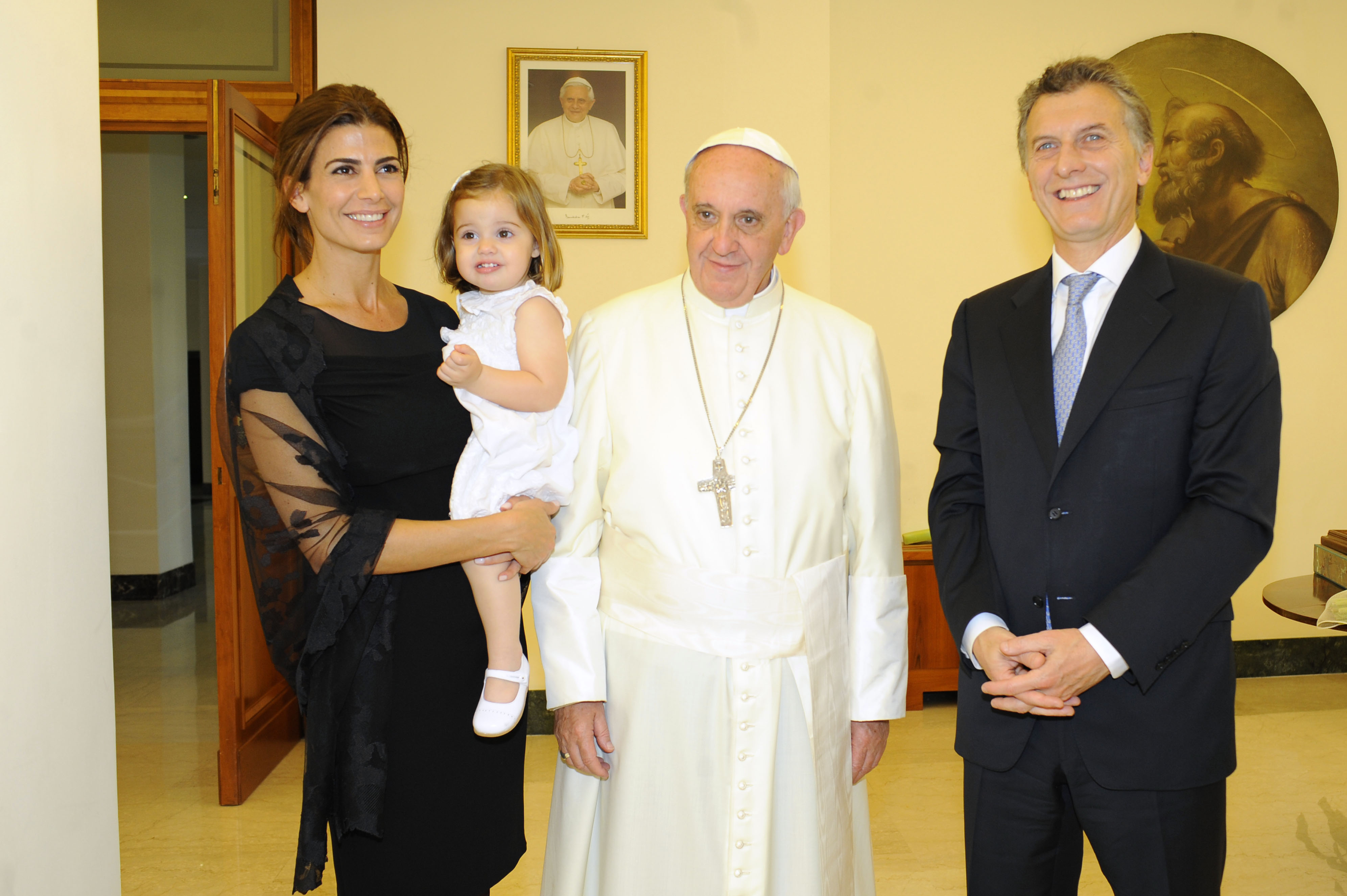
البابا فرنسيس في لقاء مع رئيس الأرجنتين ماوريسيو ماكري وزوجته جوليانا عواضة عام 2013.

في عام 1987 قامت الأرجنتين في تشريع الطلاق قانونيًا لتكون واحد من آخر الدول في أمريكا اللاتينية التي تمنع الطلاق. واحتضنت البلاد أول حدث أيام الشبيبة العالمية خارج القارة الأوروبيَّة وذلك في عام 1987 وهو حدث قدم لحضوره أكثر من مليون من الشباب الكاثوليك.
في عام 2010 أطلقت كرستينا كيرشنير مشروع قانون الإعتراف بحق الزواج بغض النظر عن الجنس بين الزوجين. اعترض الكاردينال خورخي بيرجوليو على هذا القانون حيث يلغي الشرط الذي ينص عي إختلاف جنس الزوجين. على الرغم من ذلك دعا إلى أهمية الحفاظ على الزواج المدني خلافًا لغالبية الأسقفية للكنيسة الكاثوليكية في الأرجنتين. في مارس 2013 تم انتخاب الكاردينال الأرجنتيني خورخي بيرجوليو ليكون الأول في الأرجنتين. وتم تنصيب البابا فرنسيس بشكل رسمي في ساحة القديس بطرس يوم 19 مارس 2013، في عيد القديس يوسف في قداس احتفالي؛ وعرف عنه على الصعيد الشخصي وكذلك كقائد ديني، التواضع ودعم الحركات الإنسانية والعمل على تحقيق العدالة الاجتماعية وتشجيع الحوار والتواصل بين مختلف الخلفيات والثقافات. بعد انتخابه حبرًا أعظم، ألغى الكثير من التشريعات المتعلقة بالبابوية على سبيل المثال أقام في بيت القديسة مرثا لا في المقر الرسمي في القصر الرسولي، ووصف بكونه «البابا القادر على إحداث تغييرات». في أغسطس من عام 2018 قام مجلس الشيوخ الأرجنتيني المكون في غالبيته من التيار المحافظ برفض تمرير قانون يشرع الإجهاض بعد جدال طويل، وذلك بضغط من الكنيسة الكاثوليكية ذات النفوذ الواسع في البلد. وأشارت تقارير إلى أن رفض تمرير القانون يعكس القوة السياسية والإجتماعية للكنيسة الكاثوليكية في الأرجنتين.

## ديموغرافيا

### الإيمان
المعطيات مأخوذة من مسح حول المعتقدات الدينيَّة في الأرجنتين عام 2008:

#### حسب الجنس
| الإيمان بالله | نعم   |
| ------------- | ----- |
| رجال          | 88.3% |
| نساء          | 93.6% |

#### حسب الفئة العمرية
| الإيمان بالله | نعم   |
| ------------- | ----- |
| 18-29         | 85.1% |
| 30-44         | 91.5% |
| 45-64         | 94.1% |
| 65 وما فوق    | 96.7% |

#### حسب التعليم
| الإيمان بالله | نعم   |
| ------------- | ----- |
| من دون تعليم  | 95.7% |
| تعليم إبتدائي | 93.0% |
| تعليم ثانوي   | 88.0% |
| تعليم ثالثي   | 83.1% |
| تعليم جامعي   | 84.5% |

### حسب المنطقة

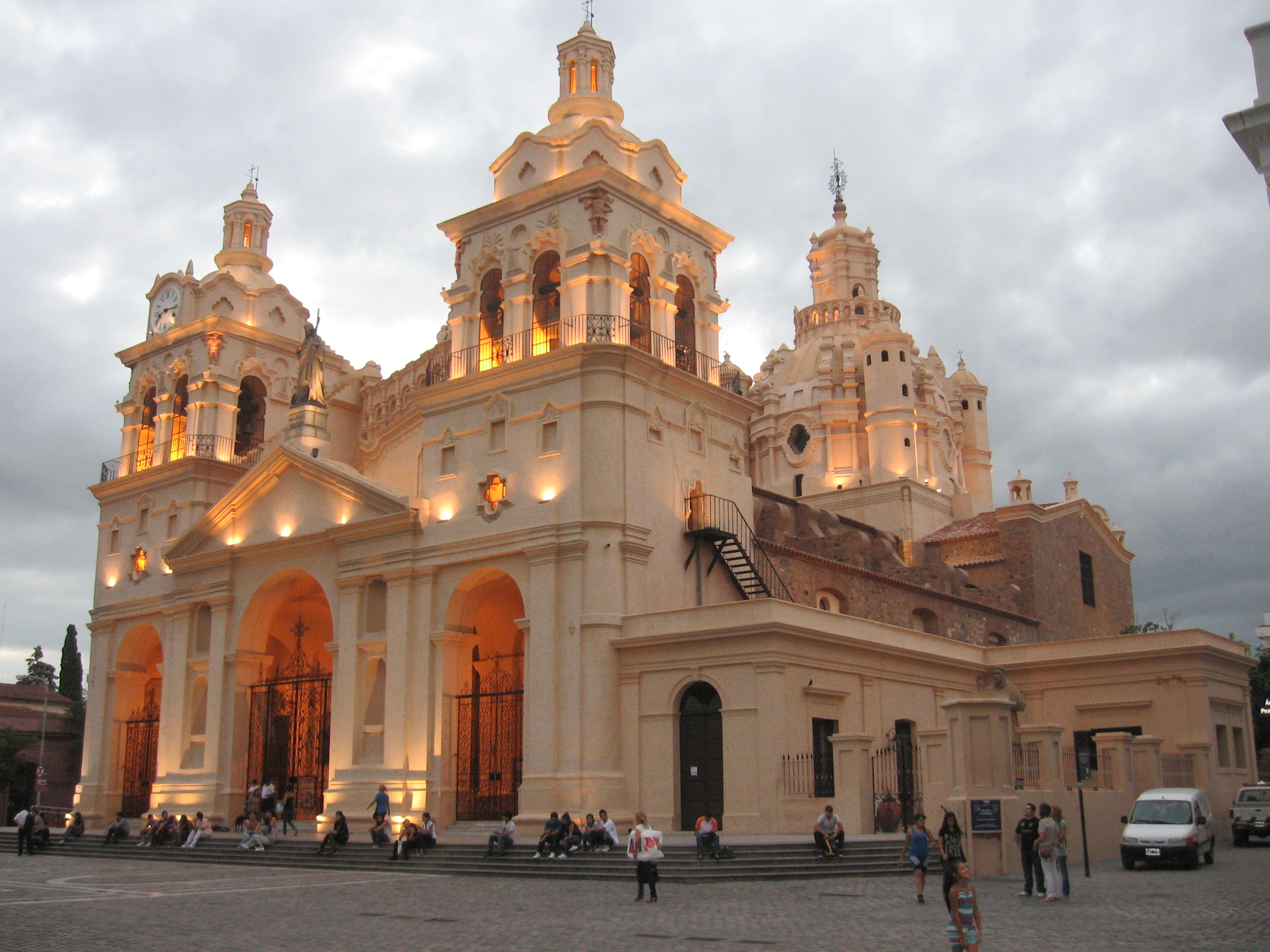
كاتدرائية كوردوبا، تحتوي المدينة على العديد من المباني التاريخية الكاثوليكية.

| مناطق الأرجنتين    | الكاثوليك | الإنجيليون | مسيحيون آخرون | مجمل المسيحيون |
| ------------------ | --------- | ---------- | ------------- | -------------- |
| مدينة بوينس ايرس   | 69.1%     | 9.1%       | 1.4%          | 79.6%          |
| مدينة قرطبة        | 87.7%     | 8.3%       | 0.4%          | 96.4%          |
| مركز الأرجنتين     | 79.2%     | 8.3%       | 2.7%          | 90.2%          |
| شمال شرق الأرجنتين | 84.0%     | 11.8%      | 0.8%          | 96.6%          |
| شمال غرب الأرجنتين | 91.7%     | 3.7%       | 2.1%          | 97.5%          |
| وسط غرب الأرجنتين  | 82.6%     | 10.0%      | 1.8%          | 94.4%          |
| جنوب الأرجنتين     | 61.5%     | 21.6%      | 3.7%          | 86.8%          |

### المعمودية

#### حسب الجنس
| هل حصلت على سر المعمودية | نعم   |
| ------------------------ | ----- |
| رجال                     | 93.4% |
| نساء                     | 97.0% |

#### حسب الفئة العمرية
| هل حصلت على سر المعمودية | نعم   |
| ------------------------ | ----- |
| 18-29                    | 91.9% |
| 30-44                    | 95.9% |
| 45-64                    | 97.9% |
| 65 وما فوق               | 96.2% |

#### حسب التعليم
| هل حصلت على سر المعمودية | نعم   |
| ------------------------ | ----- |
| من دون تعليم             | 98.2% |
| تعليم إبتدائي            | 93.5% |
| تعليم ثانوي              | 95.6% |
| تعليم ثالثي              | 96.8% |
| تعليم جامعي              | 98.9% |

## الطوائف المسيحية

### الكاثوليكية

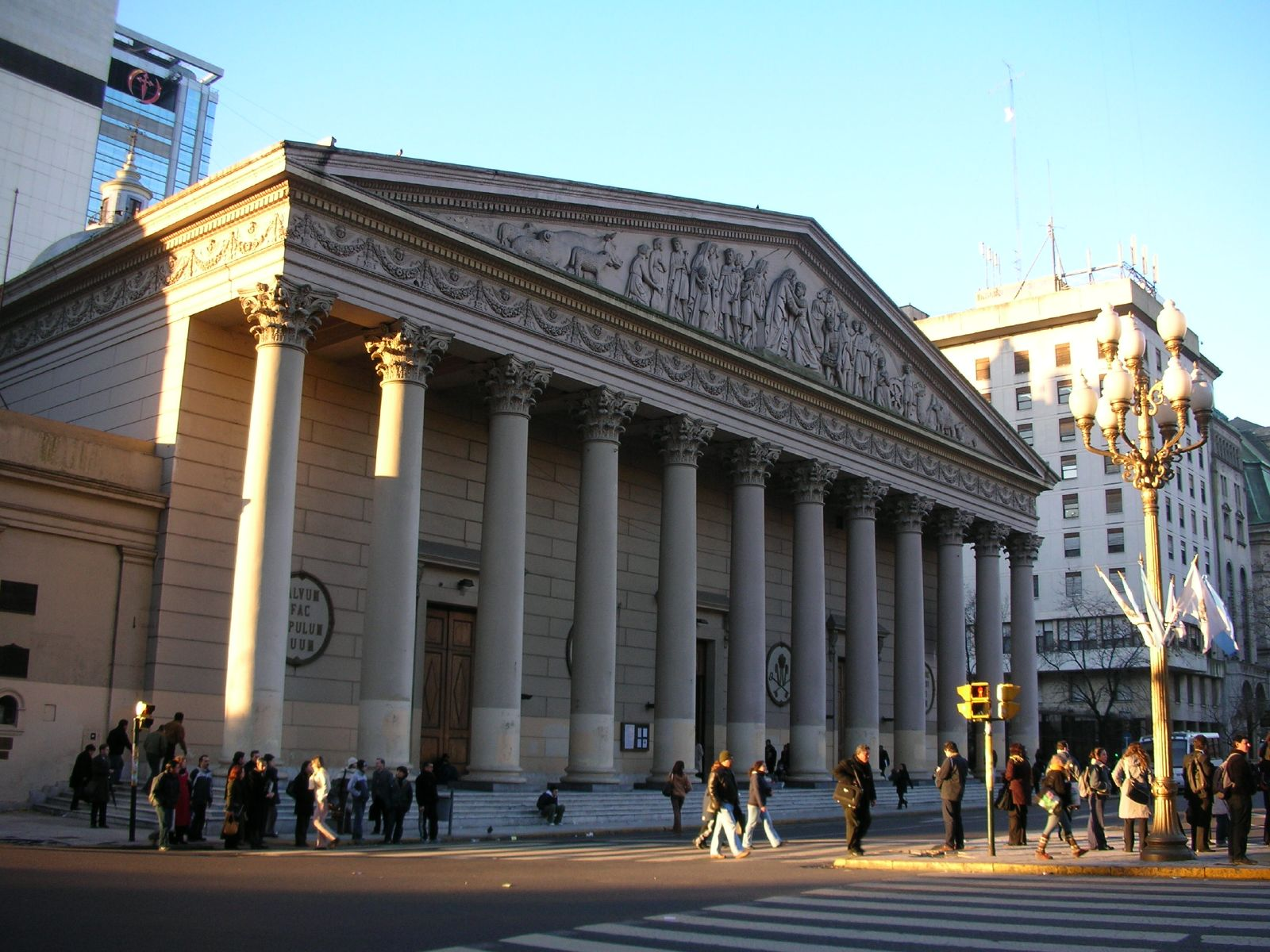
كاتدرائية متروبوليتان بوينس آيرس.

يتشرب المجتمع والثقافة والسياسة في الأرجنتين بعمق من تأثير الكنيسة الرومانية الكاثوليكية. ويتمثل في مكانة الكنيسة في الهوية الوطنية الأرجنتينية، والذي يمتد عبر الطيف الأيديولوجي، وتحظى الكنيسة بمستوى كبير من الأرجنتينيين على جوانب مختلفة من سياسية واجتماعية. هناك ما يقدر 33,000,000 مُعمَّد حسب الطقوس الرومانية الكاثوليكية في الأرجنتين، أي ما يقرب من 89% من السكان. وفقًا لدراسة أجريت قامت بها مركز بيو للأبحاث عام 2014 حول الديانة في أمريكا اللاتينية عام 2014، وجدت أنّ 71% من الأرجنتينيين يعتبرون أنفسهم كاثوليك. وكشفت دراسة قامت بها جامعة القدس العبرية عام 2013، أن عدد اليهود الأرجنتين الذين يعرفون أنفسهم ككاثوليك، حوالي 64,000 نسمة.
على الرغم من النسبة العالية من الكاثوليك إسميًا الاّ أنّ العديد من الكاثوليك يحضرون الكنيسة في مناسبات اجتماعية محددة (حفلات الزفاف وإحتفالات المعمودية وأول قربانة، وما إلى ذلك). وفقًا لإحصائية كتاب حقائق العالم عام 2012 وجدت أن 92% من السكان هم من الكاثوليك ومنهم فقط 20% يعتبرون أنفسهم ممارسين للشعائر الكاثوليكية أسبوعيًا. في حين وفقًا لدراسة تعود لعام 2008 حوالي 24% يعتبرون أنفسهم ممارسين للشعائر الكاثوليكية. ووجدت دراسة قامت بها مركز بيو للأبحاث عام 2014 أنَّ حوالي 99% من كاثوليك البلاد يؤمنون بالله، وقال حوالي 43% من كاثوليك الأرجنتين أنَّ للدين أهميَّة في حياتهم، ويُداوم 15% على حضور القداس على الأقل مرة في الأسبوع، ويُداوم 38% على الصلاة يومياً، ويقوم 17% بقراءة الكتاب المقدس على الأقل مرة في الأسبوع، ويصوم 20% منهم خلال فترات الصوم ويُقدم 15% منهم الصدقة أو العُشور.
تعد الكنيسة الكاثوليكية إلى حد كبير من أهم المؤسسات الراعية للتعليم في الأرجنتين وتملك الكنيسة الكاثوليكية سبع جامعات وهي الجامعة الحبرية الكاثوليكية في بوينس آيرس، ويونيفرسيداد كاتوليكا دي قرطبة، وجامعة دي لا بلاتا، وجامعة سالتا دي، وجامعة دي سانتا في، جامعة دي كويو، وجامعة دي سانتياغو ديل استيرو. بالإضافة إلى رعاية مئات المدارس الابتدائية والثانوية في جميع أنحاء البلاد، مع تمويل حكومي.

### بروتستانتية

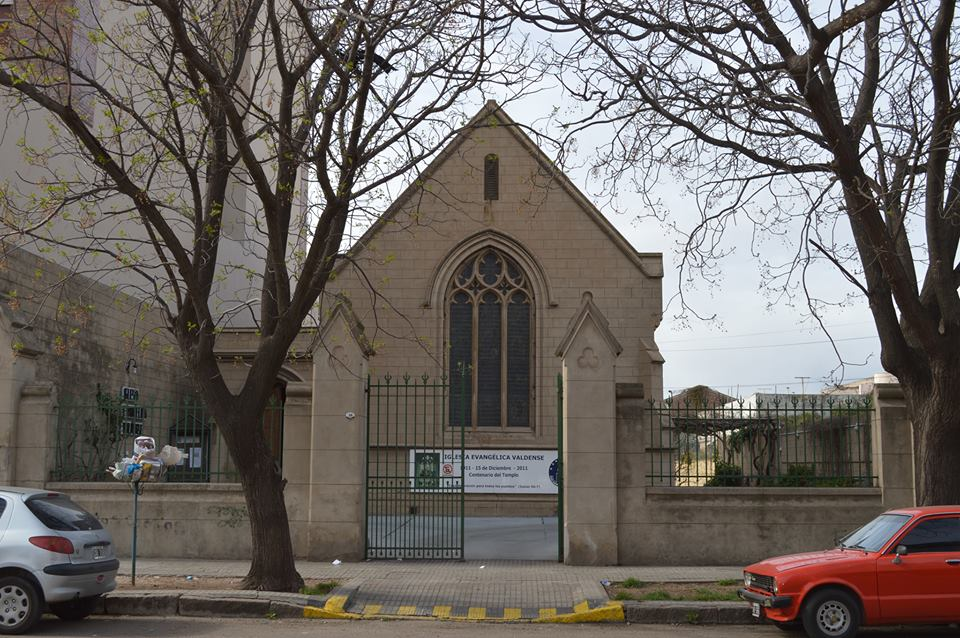
الكنيسة الولدينيسية الإنجيلية في بوينس آيرس.

بدأت الكنائس الإنجيلية تكسب موطئ قدم منذ 1980، وتشكل حوالي 9% من مجموع السكان. الكنائس الخمسينية والطوائف البروتستانتية التقليدية موجودة في معظم المجتمعات. شهدت الأرجنتين في الآونة الأخيرة نمو ملحوظ في أعداد ونسب المذهب الخمسيني البروتستانتي؛ وقد وجدت دراسة قامت بها مركز بيو للأبحاث عام 2014 حول الديانة في أمريكا اللاتينية أن حوالي 15% سكان الأرجنتين من البروتستانت؛ ويُشكل الخمسينيين حوالي 71% من مجمل المذاهب البروتستانتية.
وجدت دراسة قامت بها مركز بيو للأبحاث عام 2014 أنَّ البروتستانت هي المجموعات الدينية التي تملك أعلى معدلات حضور وانتظام للطقوس الدينية مع وجود أغلبية من الملتزمين دينيًا. عمومًا يعتبر البروتستانت الإنجيليين أكثر تدينًا من الكاثوليك؛ وقد وجدت دراسة قامت بها مركز بيو للأبحاث عام 2014 أنَّ حوالي 69% من البروتستانت يُداوم على الصلاة يوميًا، ويقرأ حوالي 47% من البروتستانت الكتاب المقدس أسبوعيًا على الأقل، ويصُوم حوالي 29% من البروتستانت خلال الصوم الكبير، ويُداوم حوالي 55% من البروتستانت على حضور القداس على الأقل مرة في الأسبوع ويُقدم 49% منهم الصدقة أو العُشور. عمومًا يعتبر البروتستانت أكثر محافظة اجتماعيًة بالمقارنة مع الكاثوليك؛ يعتبر حوالي 78% من البروتستانت الإجهاض عمل غير أخلاقي، ويعتبر حوالي 70% من البروتستانت المثلية الجنسية ممارسة غير اخلاقية وخطيئة، ويعتبر حوالي 47% من البروتستانت شرب الكحول عمل غير أخلاقي، ويعتبر حوالي 40% من البروتستانت العلاقات الجنسية خارج إطار الزواج ممارسة غير أخلاقية، ويعتبر حوالي 27% من البروتستانت الطلاق عمل غير أخلاقي. ويؤمن حوالي 99% من البروتستانت بالله، ويؤمن 59% بحرفيَّة الكتاب المقدس، كما وقال حوالي 20% من البروتستانت أنهم يشتركون في قيادة مجلس الكنيسة أو مجموعات صلاة صغيرة أو التدريس في مدارس الأحد.
وصل أوائل المستوطنين من أتباع الولدينيسية من إيطاليا إلى أمريكا الجنوبية في عام 1856 واليوم للطائفة كنيسة في ريو دي لا بلاتا ولديها ما يقرب من 40 تجمع ويصل عدد أعضائها إلى 15,000 بين الأوروغواي والأرجنتين. ويشمل التراث الروحي الولدينيسي المعاصر والتاريخي إعلان الإنجيل وخدمة الفئات المهمشة وتعزيز العدالة الاجتماعية وتعزيز العمل المشترك بين الأديان والدعوة إلى احترام التنوع الديني وحرية التعبير. ضمت الأرجنتين في عام 2012 حوالي خمسة وعشرين ألف شخص من المينونايت، وتعود أصولهم إلى مجموعة عرقية أصول ألمانية هولندية استقرَّت في الإمبراطورية الروسية منذ 1789، حيث حافظت لفترة طويلة تقريبًا على ثقافتها الخاصة واللغة المينوناتية الألمانية السفلى واللغة الهولندية البنسلفانية. وفي عقد 1917 هاجر المينونايت من الاتحاد السوفيتي وأمريكا الشمالية.
وفقًا لدراسة المؤمنون في المسيح من خلفية مسلمة: إحصاء عالمي وهي دراسة أجريت من قبل جامعة سانت ماري الأمريكيّة في تكساس سنة 2015 وجدت أن عدد المسلمين في الأرجنتين (الغالبية من أصول شرق أوسطيَّة) المتحولين للديانة المسيحية يبلغ حوالي 2,200 شخص. الغالبية العظمى تحولت للمذهب الإنجيلي.

### الكنائس المسيحية الشرقية

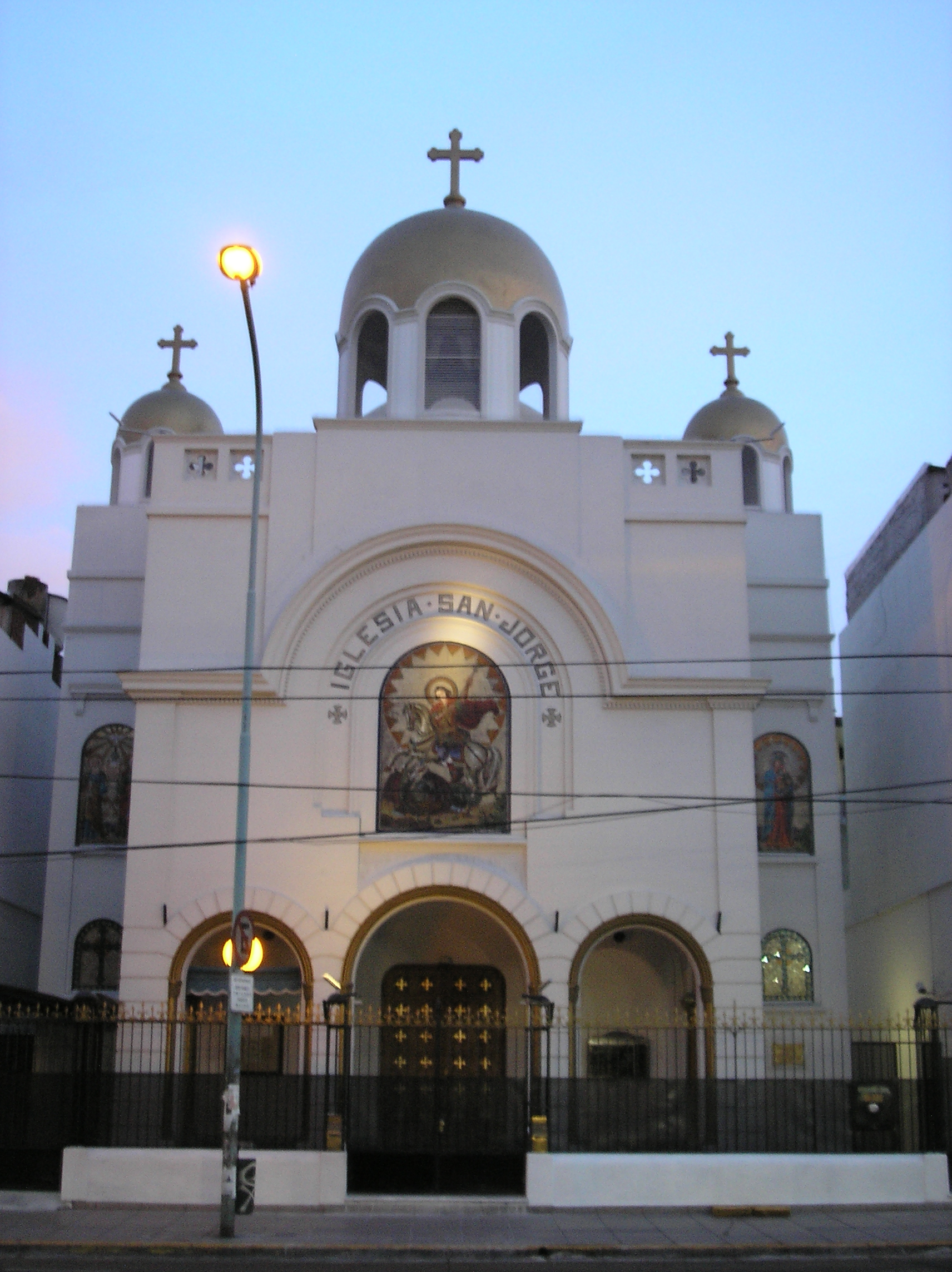
كاتدرائية مار جرجس للروم الأنطاكيين في بوينس آيرس.

هناك تواجد ملحوظ للكنائس المسيحية الشرقية وأغلب أتباعها هم أبناء المهاجرين المسيحيين العرب من الشرق الأوسط خاصًة من بلاد الشام والموارنة إلى جانب الأرمن واليونانيين والروس. وتضم البلاد على أقلية أرثوذكسية من المؤمنين القدماء، ومعظم أتباع طائفة المؤمنين القدماء هم من المواطنين ذوي الأصول الروسيَّة. في عام 2011 كانت الكنيسة المارونية أكبر الكنائس الكاثوليكية الشرقية في الأرجنتين إذ يصل عدد أتباعها إلى حوالي 750,0000 شخص، وتلاها كنيسة الروم الملكيين الكاثوليك والتي بلغ عدد أتباعها حوالي 310,700 شخص. ويتواجد معظمهم في روساريو وبوينس آيرس وقرطبة، ويعمل العديد منهم في التجارة والخدمات المصرفية. وبلغ عدد أتباع الكنيسة الأرمنية الكاثوليكية عام 2017 حوالي 16,350 شخص، وبلغ تعداد أتباع الكنيسة الأوكرانية الكاثوليكية في عام 2017 حوالي 120,000 شخص.
يعود أصول الغالبية الساحقة من العرب الأرجنتينون أساسًا إلى ما هو الآن سوريا ولبنان والغالبية العظمى منهم مسيحيون، كما أعتنق بعض المهاجرون المسلمين والدروز المسيحية لاحقاً. كثيرًا ما يطلق على العرب مصطلح توركوس ويرجع ذلك إلى حقيقة أن العديد من الدول العربية كانت تحت سيطرة الدولة العثمانية في الوقت الذي بدأت فيه موجة الهجرة الكبيرة، ودخل معظم العرب الشوام إلى البلاد مع هويات تركية (عثمانيَّة) وكان قد هرب الكثير من العرب الشوام خاصًة المسيحيين منهم من سياسة التي اتبعتها العثمانيين. وقد جاءت أيضًا جماعات عرقية من الأرمن التابعين لكنيسة الأرمن الأرثوذكس هربًا من المذابح التي قامت بها الحكومة العثمانية بحقهم.
المجتمعات المسيحية المشرقية في الأرجنتين لها وجود بارز وهي مندمجة بشكل جيد، ويبرز أبنائها في مجال الأعمال التجارية، والتجارة، والخدمات المصرفيَّة، والصناعة، والسياسة. وقد صنف المسيحيين المشارقة كأقلية وسيطة في الأرجنتين وأمريكا اللاتينية. ويعتبر المسيحيون العرب خصوصًا الموارنة إلى جانب الأرمن والروم الأنطاكيين في أمريكا اللاتينية عمومًا «أغنياء ومتعلّمين وذوي نفوذ». وتركت الجاليات المسيحية الشرقية بصمات واضحة بشكل واسع. انخرط الموارنة في المجتمع الأرجنتيني وبرزوا في نواحي الحياة كافة السياسية والإجتماعيَّة والإقتصاديَّة، واحتلوا مناصب رفيعة في الدولة وأسسوا الجمعيات التي كان لها دور فاعل في لم شمل المهاجرين اللبنانيين وإبراز طاقاتهم إلى العالم. يُذكر أنَّ إدواردو إيرنيكيان وهو ثاني أغنى أغنياء الأرجنتين في عام 2017، ينحدر من أصول أرمنية أرثوذكسيَّة.
المسيحيين من أصول عربيَّة معروفون بتأثيرهم الكبير في قطاعات الاتصالات والمنسوجات ووسائل الإعلام والبناء وغيرها الكثير، حيث يتولون مهنًا مثل الأطباء والمحامين والمهندسين ورجال الدين، ونتيجة لذلك، أكسبتهم نجاحاتهم قدرًا هائلًا من الدعم بين مجتمعاتهم في الأرجنتين، هذه المنظمات السياسية والنوادي الاجتماعية والمؤسسات الدينية والمدارس أفسحت المجال لأجيال من رد الجميل لمجتمعاتها الكبرى، من خلال بناء المستشفيات وملاعب كرة القدم والتبرع لقضايا إقليمية، ما ساعد في اكتساب المجتمعات العربية اعترافًا بأنها ليست واحدة من أكثر المجموعات ثراءً أو نشطة سياسيًا فحسب، بل أيضًا واحدة من الأكثر عطاءً. وظهرت مجموعة كبيرة من أسماء العائلات اللبنانية المسيحية المؤثرة مثل معلوف وسعد ومظلوم، وغيرها التي بلغت مناصب ومراكز رفيعة في رئاسة البلديات والبرلمانات وحتى المناصب القضائية والإعلامية.

### المورمونية
هناك أعضاء من كنيسة يسوع المسيح لقديسي الأيام الأخيرة، والتي يصل عدد أتباعها إلى 330,000 وهي تحتل مرتبة سابع أكبر جماعة مرمونية في العالم.

### شهود يهوه
وفقًا لإحصائية مؤسسة CONICET حوالي 1.2% من سكان الأرجنتين من شهود يهوه.

## الحضور في المجتمع

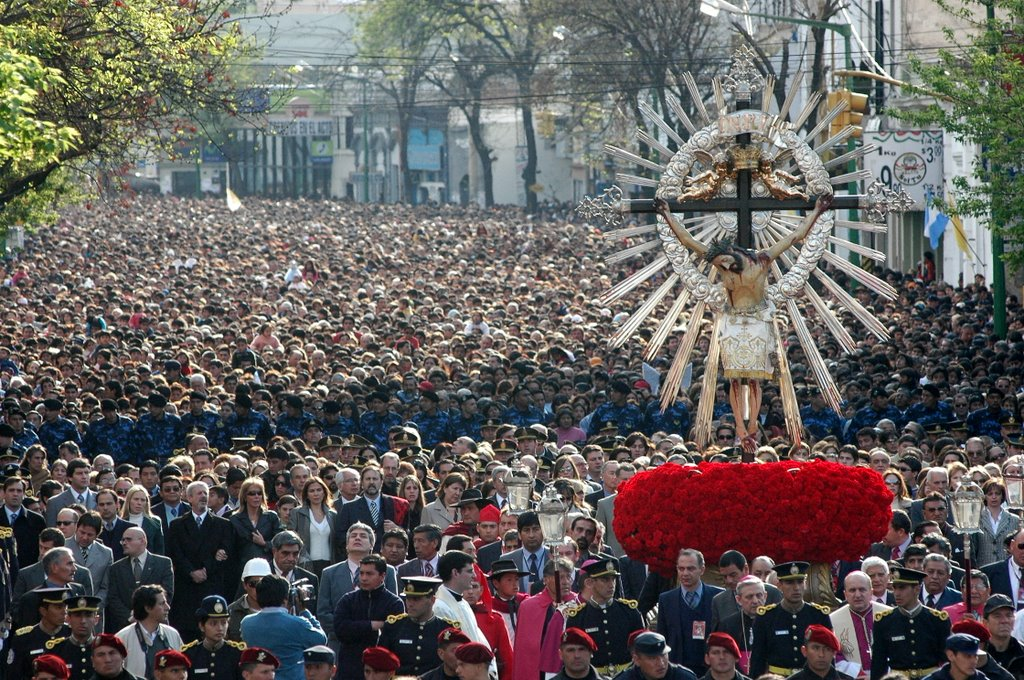
موكب ديني كاثوليكي في مدينة سالتا.

يتشرب المجتمع والثقافة والسياسة في الأرجنتين بعمق من تأثير الكنيسة الرومانية الكاثوليكية. وتحظى الكنيسة بموقع في الهوية الوطنية الأرجنتينية، والذي يمتد عبر الطيف الأيديولوجي، وتحظى الكنيسة بمستوى كبير من الإحترام من قبل الأرجنتينيين على جوانب مختلفة من سياسيَّة واجتماعية.
وطدت الكنيسة قبضتها على الأرجنتين خلال فترة الحكم الاستعماري الإسباني من القرن السادس عشر إلى القرن التاسع عشر في وقت مبكر. وقد تعزز الوجود المسيحي مع الهجرة الكبيرة من الدول الأوروبية إلى الأرجنتين حيث هاجر الملايين إلى البلاد وبشكل خاص من الأصول الإيطالية والإسبانية. وتشمل كذلك أصول أوروبية أخرى كالألمانية والآيرلندية، والبرتغالية، والفرنسية، والكرواتية والإنكليزية غالبية هؤلاء المهاجرين كانوا من خلفية دينية كاثوليكية وحملوا معهم الثقافة الكاثوليكية وتقاليدها إلى الأرجنتين.
أيد وعارض قادة الكنيسة وبأشكال مختلفة سياسات خوان بيرون والتكتيكات العنيفة من الحرب القذرة. لا تزال الكنيسة الكاثوليكية الدين الرسمي للدولة وممثلي الكاثوليكية يمشاركون في العديد من وظائف الدولة. وتضمن أيضًا حرية الدين في الدستور. اليوم، هناك خلاف بين الكنيسة والدولة تشمل وسائل منع الحمل والسياسات الاقتصادية ودور الكنيسة في الحرب القذرة. وفقًا لصحيفة الإسبراتو، فإن برجوليو طلب عام 2000 إضافة دعم «النظام الديكتاتوري» بوصفه خطيئة قام بها عدد من رجال الكنيسة، وقال أن كنيسة الأرجنتين يجب أن تكّفر عما فعله بعض أبنائها، وحسب صحيفة الواشنطن بوست فإن آخر ما قام به البابا قبل نهاية ولايته كرئيس مجلس الأساقفة الكاثوليك الأرجنتيني، الاعتذار عن «التقاعس» في تحقيق رسالة الإنجيل الاجتماعية خلال مرحلة الديكتاتورية العسكرية في البلاد، ليكون بذلك أول شخصية رسمية تقدم اعتذارها.
يعتبر البابا فرنسيس، أول بابا من العالم الجديد وأمريكا الجنوبية والأرجنتين، كما أنه أول بابا من خارج أوروبا منذ عهد البابا غريغوري الثالث (731 - 741). يعتبر البابا راهب، ليكون أول بابا راهب منذ غريغوري السادس عشر، وهو عضو في الرهبنة اليسوعية، ليكون بذلك أول بابا يسوعي، التي تعتبر من أكبر منظمات الكنيسة الكاثوليكية وأكثرها تأثيرًا وفاعلية. يحسب البابا على الجناح الإصلاحي، في الكنيسة، وقد شغل منصب رئيس أساقفة بيونس آيرس قبل انتخابه بابا، وكان يوحنا بولس الثاني قد منحه الرتبة الكاردينالية عام 2001.

## الوضع القانوني

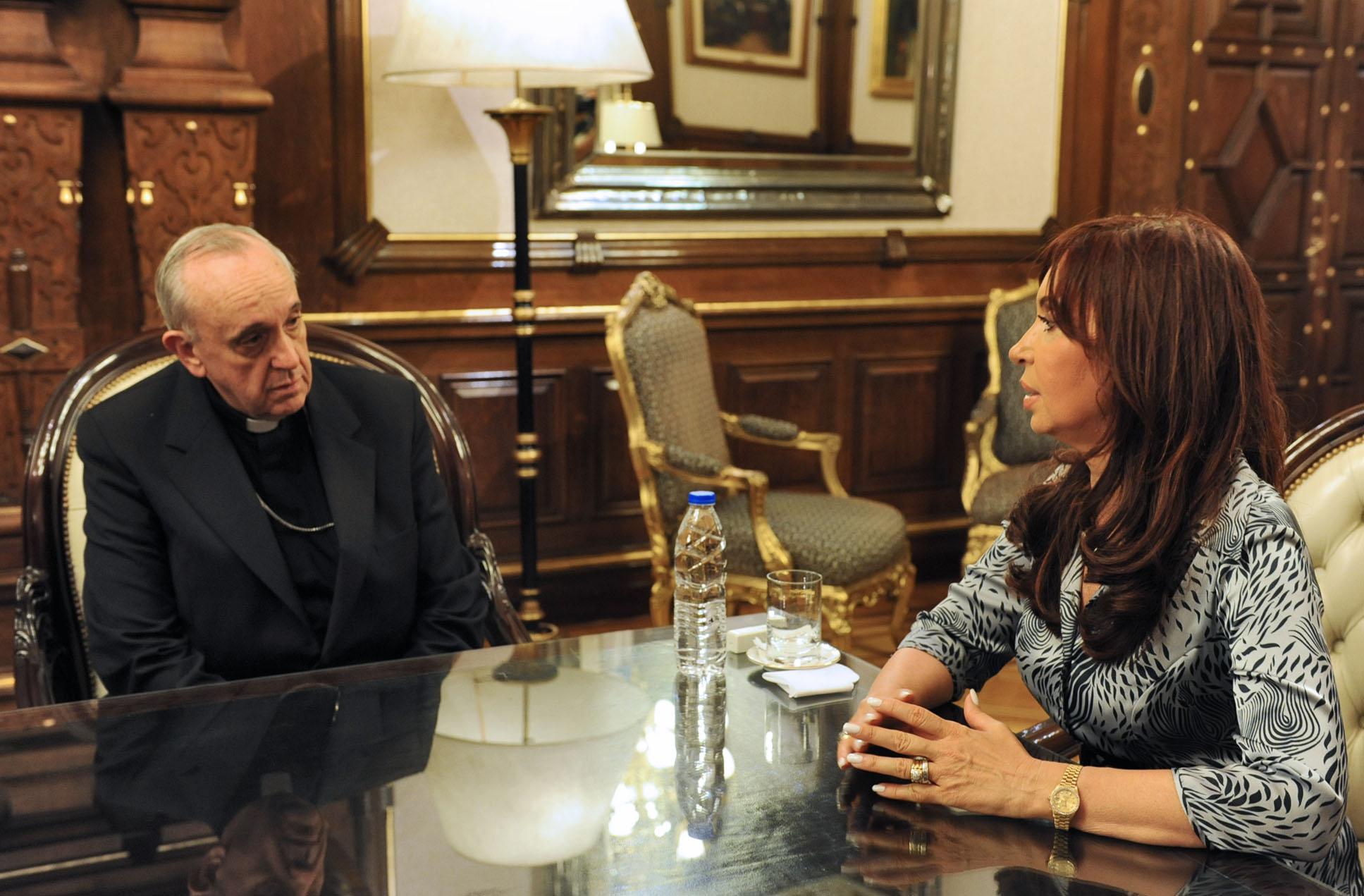
البابا فرنسيس حين كان رئيسًا لأساقفة بيونس آيرس، في لقاء مع رئيسة الأرجنتين كريستينا فرنانديز دي كيرشنر.

يكفل الدستور الأرجنتيني حرية الدين ولكن يوجب أيضًا الحكومة على دعم الكنيسة اقتصاديًا. يلزم الدستور أن يكون الرئيس من أتباع الكنيسة الكاثوليكية، وحتى العصر الحالي كان جميع رؤساء الأرجنتين من الكاثوليك ومنهم كارلوس منعم رئيس الأرجنتين بالفترة من 8 يوليو 1989 إلى 10 يناير 1999 والذي ترك من الإسلام وأعتنق المسيحية الكاثوليكية. وقج تمت إزالة هذا الشرط من النص في الإصلاح الدستوري لعام 1994، حيث أن الرئيس لم يعد يعين الأساقفة الأرجنتينيين. النص القديم 1853 شمل أيضًا هدفا «للحفاظ على العلاقة مع الهنود المحيط الهادئ وتعزيز تحولهم إلى الكاثوليكية»، وقد تم حذف هذا النص في الإصلاح.
تدفع الدولة الفيدرالية رواتب لأساقفة الكاثوليك. كل أسقف يتلقى راتبًا شهريًا حوالي 4,300 بيسو أو 1,430 دولار أمريكي. ويتقاضى الكهنة المتقاعدين على معاشات تقاعدية بسيطة. تدعم الدولة أيضًا العديد من المدارس الخاصة، ومعظمها تابعة للكنيسة الكاثوليكية. إجمالي الدعم الاقتصادي للكنيسة من قبل الدولة تبلغ 12 مليون بيزو أرجنتيني في السنة أي نحو 4 ملايين دولار أمريكي. ولا تزال الكاثوليكية تمارس التأثير المعنوي القوي على قضايا أخرى في السياسة العامة في الأرجنتين، وهو واضح في قضية استمرار الحظر على الإجهاض، والوضع القانوني التفضيلي للكاثوليكية في الدستور، حيث أنه على جميع الفئات غير الكاثوليكية أن تقوم بالتسجيل لدى الحكومة. في نفس الوقت، سنوات متواصلة من الديمقراطية، مع عدم إغفال أن هذه هي أطول فترة من الحقوق الديمقراطية في الأرجنتين، أنتجت السعي للحصول على الجنسية الدينية حيث يعتبر كل شخص له حقوق متساوية وبالتالي يريد أن يتم التعامل مع معتقده الديني بطريقة متساوية مع المعتقد الرسمي أو معتقد الأغلبية.

### العلاقة بين الكنيسة والحكومة
عارض البابا فرنسيس خلال رئاسته أبرشية بيونس آيرس عددًا وافرًا من قرارات الحكومة، خلال احتجاجات 2001 انتقد برجوليو طريقة تعامل الشرطة ووزارة الداخلية مع المتظاهرين. وفي عام 2004 وجه انتقادات للرئيس نيستور كيرشنير خلال الاحتفال بقداس العيد الوطني، ما دفع لإلغاءه في السنوات اللاحقة، وفي عام 2008 انتقد البابا السياسة الحكومية تجاه المزراعين ودعا لدعم الريف الأرجنتيني، وفي عام 2010 عارض بشدة قانونًا يتيح للمثلين الزواج وتبني الأطفال، كما شارك عام 2012 في الذكرى الثلاثين لحرب الفوكلاند. وعلى صعيد علاقة النشاط السياسي بالأخلاق، فإنه حضّ «المشرعين، ورؤساء الحكومات، والعاملين في مجال الصحة» على تبني قوانين تحفظ حقوق الحياة منذ الحبل، ودعا للعمل وفق مبادئ الكنيسة الكاثوليكية بشأن الإجهاض وغيره من القضايا، وقال «إن الناس لا يستطيعون تبوأ المناصب، وفي الوقت نفسه السماح بارتكاب جرائم خطيرة ضد الحياة والعائلة، وهذا ينطبق بشكل خاص على المشرعين والحكام». في حين أدى معارضته زواج المثليين لصراع مع الرئيس الأرجنتينية كريستينا فرنانديز دي كيرشنر، التي وصفت تفكير الكنيسة بأنه «من القرون الوسطى»، بكل الأحوال فإن الإجهاض لا يزال محظورًا في الأرجنتين. بعد انتخابه بابا، كانت الرئيسة كيشنر أول زعيم دولة يلتقي به البابا في لقاء خاص على مائدة الغداء، وتبادل خلاله الطرفان الهدايا التذكارية، فيما يشكل أساس تحسين العلاقات.